# Kounga-Peulh
Ne doit pas être confondu avec Kounga-Mossi.
Kounga-Peulh est une localité située dans le département de Oula de la province du Yatenga dans la région Nord au Burkina Faso. Entre bougoure et boussoum est village de peuls (torobé)  a 30 km de ouahigouya

## Santé et éducation
Le centre de soins le plus proche de Kounga-Peulh est le centre de santé et de promotion sociale (CSPS) de Ziga tandis que le centre hospitalier régional (CHR) se trouve à Ouahigouya.